# Domenico Sarti
Domenico Sarti (Carrara, ... – XVII secolo) è stato uno scultore italiano.

## Biografia
Domenico Sarti (detto lo Zampedrone) scultore autore di una rappresentazione della "Purificazione" nella Concattedrale di Santa Maria Assunta (Sarzana) nel 1642 e altre opere nel secolo XVII.